# Подусово (Лесной район)
Подусово — деревня в Лесном муниципальном округе Тверской области России. До 2019 года входила в состав ныне упразднённого Лесного сельского поселения.

## География
Деревня находится в северной части Тверской области, в подзоне южной тайги, к северу от автодороги 28Н-0897, на расстоянии примерно 9 километров (по прямой) к западу от села Лесного, административного центра округа. Абсолютная высота — 175 метров над уровнем моря.

### Климат
Климат характеризуется как умеренно континентальный. Среднегодовая температура воздуха — 3,3 °C. Средняя температура воздуха самого холодного месяца (января) — −8,8 °C (абсолютный минимум — −48 °C), средняя температура самого тёплого (июля) — 17 °С (абсолютный максимум — 35 °С). Безморозный период длится около 128 дней. Годовое количество атмосферных осадков составляет 626 мм, из которых большая часть выпадает в тёплый период. Снежный покров держится около 147 дней. В течение года преобладают ветры юго-западного и западного направлений.

### Часовой пояс
Деревня Подусово, как и вся Тверская область, находится в часовой зоне МСК (московское время). Смещение применяемого времени относительно UTC составляет +3:00.

## Население
| 2010 |
| ---- |
| 0    |